# Élections au Parlement valencien de 1995
Les élections au Parlement valencien de 1995 (en catalan : Eleccions a les Corts Valencianes de 1995, en espagnol : Elecciones a las Cortes Valencianas de 1995) se tiennent le dimanche 28 mai 1995, afin d'élire les 89 députés de la IVe législature du Parlement valencien pour un mandat de quatre ans.

## Mode de scrutin
Le Parlement valencien (Corts valencianes) est une assemblée parlementaire monocamérale constituée de 89 députés (diputats) élu pour une législature de quatre ans au suffrage universel direct selon les règles du scrutin proportionnel d'Hondt par l'ensemble des personnes résidant dans la communauté autonome où résidant momentanément à l'extérieur de celle-ci, si elles en font la demande.

### Convocation du scrutin
Conformément à l'article 12 du statut d'autonomie de la Communauté valencienne, le Parlement est élu pour un mandat de quatre ans et les élections se tiennent « le quatrième dimanche du mois de mai, tous les quatre ans, conformément aux dispositions de la loi organique relative au régime électoral général. » L'article 14 de loi électorale valencienne du 1er mars 1987 précise que les élections sont convoquées au moyen d'un décret du président de la Généralité valencienne, publié au Journal officiel, et que le scrutin se tient entre 54 et 60 jours à compter de la publication du décret.

### Nombre de députés par circonscription
Puisque l'article 12 du statut d'autonomie prévoit que « le Parlement valencien sera constitué d'un nombre de députés compris entre 75 et 100 », l'article 11 de la loi électorale indique que le nombre de parlementaires est fixé à 89 et attribue à chaque circonscription 20 sièges d'office, les 29 mandats restant étant distribués en fonction de la population provinciale. L'article 10 énonce effectivement que « lors des élections au Parlement valencien, chaque province formera une circonscription électorale. ».
Le décret de convocation des élections, publié le 5 avril 1995, dispose que la circonscription d'Alicante se voit attribuer 30 députés, la circonscription de Castellón 22 députés et la circonscription de Valence 37 députés,.

### Présentation des candidatures
Peuvent présenter des candidatures, : 
- les partis et fédérations de partis inscrits auprès des autorités ;
- les coalitions de partis et/ou fédérations inscrites auprès de la commission électorale au plus tard dix jours après la convocation du scrutin ;
- les groupes d'électeurs bénéficiant du parrainage d'au moins 1 % des électeurs de la circonscription.

### Répartition des sièges
Seules les listes ayant recueilli au moins 5 % des suffrages valides dans l'ensemble de la communauté autonome peuvent participer à la répartition des sièges à pourvoir dans une circonscription, qui s'organise en suivant différentes étapes : 
- les listes sont classées en une colonne par ordre décroissant du nombre de suffrages obtenus ;
- les suffrages de chaque liste sont divisés par 1, 2, 3... jusqu'au nombre de députés à élire afin de former un tableau ;
- les mandats sont attribués selon l'ordre décroissant des quotients ainsi obtenus[9].

## Campagne

### Principales forces politiques
| Force politique | Force politique                                                                         | Force politique | Chef de file                            | Idéologie                                                                     | Résultats en 1991          |
| --------------- | --------------------------------------------------------------------------------------- | --------------- | --------------------------------------- | ----------------------------------------------------------------------------- | -------------------------- |
|                 | Parti socialiste ouvrier espagnol Partit Socialista Obrer Espanyol                      | PSOE            | Joan Lerma (Président de la Généralité) | Centre gauche Social-démocratie, progressisme, valencianisme                  | 43,3 % des voix 45 députés |
|                 | Parti populaire Partit Popular                                                          | PP              | Eduardo Zaplana                         | Centre droit à droite Libéral-conservatisme, démocratie chrétienne, unionisme | 28,1 % des voix 31 députés |
|                 | Union valencienne Unió Valenciana                                                       | UV              | Héctor Villalba Chirivella              | Droite Conservatisme, blavérisme, valencianisme                               | 10,5 % des voix 7 députés  |
|                 | Gauche unie-Les Verts (ca) Esquerra Unida-Els Verds                                     | EU-EV           | Albert Taberner (ca)                    | Gauche radicale Écosocialisme, républicanisme, valencianisme                  | 9,5 % des voix 6 députés   |
|                 | Centre démocratique et social Centre Demòcratic i Social                                | CDS             | Pablo Delgado Gil                       | Centre Libéralisme, social-libéralisme, démocratie chrétienne                 | 3,9 % des voix 0 député    |
|                 | Unité du peuple valencien-Bloc nationaliste Unitat del Poble Valencià-Bloc Nacionalista | UPV-BN          | Pere Mayor                              | Gauche Socialisme, valencianisme                                              | 3,7 % des voix 0 député    |

## Résultat

### Total régional
| Représentation en hémicycle sur un axe gauche-droite du résultat. |                                                      |           |       |       |        |               |  |  |
| Partis                                                            | Partis                                               | Voix      | %     | +/-   | Sièges | +/-           |  |  |
|                                                                   | Parti populaire (PP)                                 | 1 013 859 | 43,28 | 15,17 | 42     | 11            |  |  |
|                                                                   | Parti socialiste ouvrier espagnol (PSOE)             | 804 463   | 34,34 | 8,95  | 32     | 13            |  |  |
|                                                                   | Gauche unie-Les Verts (ca) (EU-EV)                   | 273 030   | 11,66 | 2,17  | 10     | 4             |  |  |
|                                                                   | Union valencienne (UV)                               | 165 956   | 7,08  | 3,39  | 5      | 2             |  |  |
|                                                                   | Unité du peuple valencien-Bloc nationaliste (UPV-BN) | 64 253    | 2,74  | 0,97  | 0      | en stagnation |  |  |
|                                                                   | Centre démocratique et social (CDS)                  | 5 480     | 0,23  | 3,62  | 0      | en stagnation |  |  |
|                                                                   | Autres                                               | 15 495    | 0,66  | –     | 0      | en stagnation |  |  |
|                                                                   |                                                      |           |       |       |        |               |  |  |
| Votes valides                                                     | Votes valides                                        | 2 342 536 | 98,40 |       |        |               |  |  |
| Votes blancs                                                      | Votes blancs                                         | 24 864    | 1,04  |       |        |               |  |  |
| Votes nuls                                                        | Votes nuls                                           | 13 210    | 0,55  |       |        |               |  |  |
| Total                                                             | Total                                                | 2 380 610 | 100   | –     | 89     | en stagnation |  |  |
| Abstentions                                                       | Abstentions                                          | 750 577   | 25,97 |       |        |               |  |  |
| Inscrits / Participation                                          | Inscrits / Participation                             | 3 131 187 | 74,03 |       |        |               |  |  |

### Par circonscription
|             |             |           |           |        |               |         |         |        |               |           |           |        |               |  |  |  |  |
| Sièges      | Sièges      | 30        | 30        | 30     | en stagnation | 22      | 22      | 22     | en stagnation | 37        | 37        | 37     | en stagnation |  |  |  |  |
|             |             |           |           |        |               |         |         |        |               |           |           |        |               |  |  |  |  |
|             |             | Nombre    | Nombre    | %      | %             | Nombre  | Nombre  | %      | %             | Nombre    | Nombre    | %      | %             |  |  |  |  |
| Inscrits    | Inscrits    | 1 007 286 | 1 007 286 | 100,00 | 100,00        | 369 434 | 369 434 | 100,00 | 100,00        | 1 754 471 | 1 754 471 | 100,00 | 100,00        |  |  |  |  |
| Abstentions | Abstentions | 249 773   | 249 773   | 24,80  | 24,80         | 87 595  | 87 595  | 23,71  | 23,71         | 413 209   | 413 209   | 23,55  | 23,55         |  |  |  |  |
| Votants     | Votants     | 757 513   | 757 513   | 75,20  | 75,20         | 281 839 | 281 839 | 76,39  | 76,39         | 1 341 262 | 1 341 262 | 76,45  | 76,45         |  |  |  |  |
| Nuls        | Nuls        | 4 633     | 4 633     | 0,61   | 0,61          | 1 689   | 1 689   | 0,60   | 0,60          | 6 892     | 6 892     | 0,51   | 0,51          |  |  |  |  |
| Blancs      | Blancs      | 8 373     | 8 373     | 1,11   | 1,11          | 2 887   | 2 887   | 1,02   | 1,02          | 13 604    | 13 604    | 1,01   | 1,01          |  |  |  |  |
| Exprimés    | Exprimés    | 744 507   | 744 507   | 98,28  | 98,28         | 277 263 | 277 263 | 98,38  | 98,38         | 1 320 766 | 1 320 766 | 98,48  | 98,48         |  |  |  |  |
|             |             |           |           |        |               |         |         |        |               |           |           |        |               |  |  |  |  |
| Partis      | Partis      | Voix      | %         | Sièges | +/-           | Voix    | %       | Sièges | +/-           | Voix      | %         | Sièges | +/-           |  |  |  |  |
|             | PP          | 351 329   | 47,19     | 15     | 3             | 127 777 | 46,09   | 11     | 2             | 534 753   | 40,49     | 16     | 6             |  |  |  |  |
|             | PSOE        | 270 704   | 36,36     | 12     | 4             | 99 700  | 35,96   | 8      | 3             | 434 059   | 32,86     | 12     | 6             |  |  |  |  |
|             | EU-EV (ca)  | 82 379    | 11,06     | 3      | 1             | 22 982  | 8,29    | 2      | 1             | 167 669   | 12,69     | 5      | 2             |  |  |  |  |
|             | UV          | 15 706    | 2,11      | 0      | en stagnation | 12 218  | 4,41    | 1      | en stagnation | 138 032   | 10,45     | 4      | 2             |  |  |  |  |
|             | UPV         | 17 864    | 2,40      | 0      | en stagnation | 11 754  | 4,24    | 0      | en stagnation | 34 635    | 2,62      | 0      | en stagnation |  |  |  |  |
|             | Autres      | 6 525     | 0,88      |        |               | 2 832   | 1,02    |        |               | 11 618    | 0,88      |        |               |  |  |  |  |